# Valfornace
Valfornace – gmina we Włoszech, w regionie Marche, w prowincji Macerata.
Według danych na lipiec 2021 gminę zamieszkiwało 901 osób przy gęstości zaludnienia 18,54 os./km².

## Historia
Gmina Valfornace powstała 1 stycznia 2017 r. poprzez połączenie 2 byłych gmin: Fiordimonte i Pievebovigliana. Te dwie miejscowości są teraz frakcjami (wł. frazioni) podległymi administracji.

## Gminy sąsiadujące z Valfornace
Gmina Valfornace graniczy z podanymi gminami:
- Caldarola;
- Camerino;
- Cessapalombo;
- Fiastra;
- Muccia;
- Pieve Torina;
- Visso.

## Podział administracyjny
Jednostkami podziału administracyjnego gminy Valfornace są jej frakcje (wł. frazioni), i są to:
- Alfi;
- Arciano;
- Campi;
- Colle San Benedetto;
- Cupa;
- Fiano;
- Fiordimonte;
- Frontillo;
- Isola;
- Marzoli;
- Nemi;
- Petrignano;
- Pievebovigliana;
- Quartignano;
- Roccamaia;
- San Giusto;
- Taro;
- Valle e Castello;
- Vico di Sopra;
- Vico di Sotto;
- Villanova di Sopra;
- Villanova di Sotto.